# Peter Zinsli
Peter Zinsli (* 15. Juni 1934 in Chur; † 3. Dezember 2011 in Tschiertschen) war ein Schweizer Komponist, Kapellmeister und Schwyzerörgelispieler aus dem Kanton Graubünden. Seine Musik war der Ländler.

## Musikalische Laufbahn
Mit 23 Jahren erlernte Peter Zinsli im Selbststudium das Schwyzerörgelispiel. Dabei wurde er massgeblich beeinflusst und gefördert von Josias Jenny. Daneben spielte er auch Klarinette und Bassgeige. 1959 gründete er seine Stammformation, die Churer Ländlerfründa (u. a. mit Sepp Simonelli). Im Kanton Graubünden wurde er bekannt als Organisator von diversen Musikantentreffs. Auch in der übrigen Schweiz machten Radio und Fernsehen ihn bekannt.
Angesichts der zahlreichen Auftritte ausserhalb des Kantons Graubünden bildete Peter Zinsli auch eine Musikgruppe mit Musikanten aus dem Unterland (Ueli Mooser und Andere) – unter der Bezeichnung Peter Zinsli und sini Ländlerfründa. Eine weitere Formation von ihm trug den Namen Churer Schwyzerörgelfründa.
Die Churer Ländlerfründa, auch Kapelle Peter Zinsli genannt, waren eine Bündner Ländlerkapelle mit Klarinetten, Schwyzerörgeli und Bassgeige. Sie war seinerzeit die wohl bedeutendste Vertreterin der Bündner Folklore und pflegte vorwiegend den traditionellen Stil. Sie bestand bis 1996. Dann zog sich der vormalige Kapellmeister, der an einer Lungenkrankheit litt, weitgehend vom öffentlichen Musizieren zurück.

### Aus der Diskografie
- Peter Zinsli – 50. Tonträger zu seinem 50. Geburtstag mit den Churer Schwyzerörgelifründa sowie Peter Zinsli mit Gästen (mit dem Maria-Walliser-Marsch).
- Peter Zinslis Bescht vom Beschtä, mit den Churer Ländlerfründa, den Churer Schwyzerörgelifründa und den Schwyzerörgelikönige. Dieser Tonträger enthält 20 Titel, darunter Dr Seppel von Dominik Kürzi, das Bündnermeitli von Christian Hartmann, der Wentalaschieber und Furmias aint il chül von Domenic Janett.

## Wentalaschieber
Der Wentalaschieber, ein berühmter Schottisch, dessen Urheber heute unbekannt ist, wird manchmal fälschlicherweise Peter Zinsli zugeordnet. Die Churer Ländlerfründa interpretieren die meistverwendete Version dieses Evergreens.

## Berufliches
Peter Zinsli lernte Schriftsetzer, auf dem zweiten Bildungsweg wurde er Bankkaufmann. Nach etlichen Jahren im Hauptsitz der Graubündner Kantonalbank (GKB) in Chur übernahm er 1993 die Leitung der Bankagentur in Tschiertschen, die ihn täglich vier Stunden beanspruchte.

## Experimente
Von Peter Zinsli gibt es Aufnahmen von Marschmelodien im Stil der volkstümlichen Unterhaltungsmusik – zusammen mit den Schwyzerörgelispielern Res Schmid und Leonardo Bocchi. Als Experiment kann auch die Besetzung mit Sopransaxophon, Schwyzerörgeli, Klavier und Bassgeige bezeichnet werden. In dieser Besetzung führte Peter Zinsli Eigenkompositionen auf – sozusagen im Innerschweizerstil.

## Auszeichnung
- D’Ländlerkönige